# Ричардсонова екстраполација
Ричардсонова екстраполација је поступак из нумеричке анализе којим од две „лошије“ апроксимације добијамо једну „бољу“ (у зависности од размака изме[у тачака); названа је тако по њеном творцу Луису Фрај Ричардсону.
Претпоставимо да је {\displaystyle g\,} тачна функција, скуп или шта већ желимо да апроксимирамо (односно да екстраполирамо, када нисмо у могућности да уопште израчунамо резултат). Такође
, обележимо апроксимацију зависну од параметра {\displaystyle h\,}:
{\displaystyle g\approx g(h)}
На пример, када је реч о интеграцији, онда је {\displaystyle h\,} најчешће размак изме[у двеју тачака (интервал). 
Претпоставимо још да апроксимација има грешку у зависности од {\displaystyle h\,}, а {\displaystyle c_{1},c_{2},\dots } су неке (познате или непознате) константе :
{\displaystyle g(h)-g=c_{1}\cdot h+c_{2}\cdot h^{2}+...\quad \ \Rightarrow \ \ \ \quad g(h)=g+c_{1}\cdot h+c_{2}\cdot h^{2}+\dots }
Узмимо да можемо да добијемо и {\displaystyle g(h/2)\,}; што ће рећи да смо преполовили интервал (када се ради о интеграцији) и тако удвостручили број рачунских операција са циљем да добијемо бољи резултат. Грешка апроксимације {\displaystyle g(h/2)\,} је:
{\displaystyle g(h/2)-g=c_{1}\cdot (h/2)+c_{2}\cdot (h/2)^{2}+\dots \quad \ \Rightarrow \ \ \ \quad g(h/2)=g+c_{1}\cdot (h/2)+c_{2}\cdot (h/2)^{2}+\dots }
Шта нам може дати комбинација те две апроксимације? Летимичан поглед ће нам већ рећи да део грешке {\displaystyle c_{1}\cdot h} можемо једноставно да елиминешемо множењем и одузимањем:
{\displaystyle g_{1}(h)=2\cdot g(h/2)-g(h)=2\cdot (g(h/2)=g+c_{1}\cdot (h/2)+c_{2}\cdot (h/2)^{2}+\dots )-(g+c_{1}\cdot h+c_{2}\cdot h^{2}+\dots )=}
{\displaystyle =g+c'_{2}\cdot h^{2}+c'_{3}\cdot h^{3}+\dots }
{\displaystyle c'_{2},c'_{3},\dots } су неке нове константе добијене комбинацијом претходних.
Као што видимо, грешка апроксимације {\displaystyle g_{1}(h)} зависи тек од квадрата дужине интервала (што је, наравно, врло позитивно, када се има у виду да је најчешће {\displaystyle h<1\,}).
Добивши {\displaystyle g_{1}(h)} можемо да наставимо и добијемо {\displaystyle g_{2}(h)={\frac {1}{3}}\left[4g_{1}(h/2)-g_{1}(h)\right]=g+c''_{3}h^{3}}, и тако докле год не будемо били задовољни резултатом. 
Рекурзивна формула Ричардсонове екстраполације је:
{\displaystyle g_{n}(h)={\frac {2^{n}\cdot g_{n-1}(h/2)-g_{n-1}(h)}{2^{n}-1}}=g+{\mathcal {O}}(h^{n+1})}

## Општа Ричардсонова екстраполација
Ричардсонову екстраполацију можемо да напишемо и у нешто општијем смислу:
{\displaystyle g=g(h)+c_{1}h^{k_{1}}+{\mathcal {O}}(h^{k_{2}})} (1)
Уместо да сада преполовимо {\displaystyle h\,}, поделимо га са {\displaystyle t\,}:
{\displaystyle g=g(h/t)+c_{1}\cdot (h/t)^{k_{1}}+{\mathcal {O}}\left((h/t)^{k_{2}}\right)} (2)
Помножимо (2) са {\displaystyle t^{k_{1}}} и одузмимо од (1):
{\displaystyle (t^{k_{1}}-1)\cdot g=t^{k_{1}}\cdot g(h/t)-g(h)+{\mathcal {O}}(h^{k_{2}})}
Исти израз, за {\displaystyle g\,}:
{\displaystyle g={\frac {t^{k_{1}}\cdot g(h/t)-g(h)}{t^{k_{1}}-1}}+{\mathcal {O}}(h^{k_{2}}}
Одатле можемо да израчунамо рекурзивну формулу:
{\displaystyle g_{n}(h)={\frac {t^{k_{n-1}}g_{n-1}(h/t)-g_{n-1}(h/t)}{t^{k_{n-1}}-1}}},
где је:
{\displaystyle g=g_{n}(h)+{\mathcal {O}}(h^{k_{n}})}